# Fire and Water
Fire and Water — третий студийный альбом британской рок-группы Free, выпущенный записывающей компанией Island Records 26 июня 1970 года.

## Об альбоме
Диск записан в первой половине 1970 года в Trident Studios с продюсерами Джоном Келли и Роем Томасом Бейкером.
Альбом стал первым коммерчески успешным релизом ансамбля: он поднялся до № 2 в UK Albums Chart и до № 17 в Billboard 200.
Во многом успеху альбома способствовал хит-сингл «All Right Now»; эту песню группа исполнила в 1970 году перед 600 000 зрителями фестиваля Isle of Wight, что также помогло взлёту альбома в хит-парадах.

## Список композиций
Слова и музыка всех песен — Энди Фрейзером и Полом Роджерсом (%), если не указано иное.
| №  | Название         | Автор(ы)                 | Длительность |
| -- | ---------------- | ------------------------ | ------------ |
| 1. | «Fire and Water» |                          | 4:02         |
| 2. | «Oh I Wept»      | Пол Роджерс, Пол Коссофф | 4:26         |
| 3. | «Remember»       |                          | 4:20         |
| 4. | «Heavy Load»     |                          | 5:19         |

| №                   | Название                | Автор(ы)                    | Длительность |
| ------------------- | ----------------------- | --------------------------- | ------------ |
| 5.                  | «Mr. Big»               | %, Саймон Кирк, Пол Коссофф | 5:55         |
| 6.                  | «Don’t Say You Love Me» |                             | 6:01         |
| 7.                  | «All Right Now»         |                             | 5:32         |
| Общая длительность: | Общая длительность:     | Общая длительность:         | 35:33        |

Бонус-треки при переиздании
1. «Oh I Wept» — Alternate Vocal
2. «Fire and Water» — Stereo Mix
3. «Fire and Water» — BBC Session
4. «All Right Now» — BBC Session
5. «All Right Now» — Single Version
6. «All Right Now» — Early Version

## Участники записи
- Paul Rodgers — вокал
- Paul Kossoff — гитара
- Andy Fraser — бас-гитара, фортепиано
- Simon Kirke — ударные

## Комментарии
Комментарии
1. ↑  «Remember» — переработка не вошедшего в альбом трека «Woman by the Sea», записанного в те же дни, что и весь материал альбома Tons of Sobs (1968).
2. ↑  Альбомная версия песни продолжительнее, чем на сингле за счет повторения второго куплета и удлинённого гитарного соло.